# Tour de Blida
El Tour de Blida és una competició ciclista per etapes que es disputa anualment als voltants de Blida (Algèria). Es disputa des del 2013, al mes de març. La cursa forma part de l'UCI Africa Tour.

## Palmarès
| Any  | Vencedor               | Segon              | Tercer              |
| ---- | ---------------------- | ------------------ | ------------------- |
| 2013 | Hichem Chaabane        | Víctor de la Parte | Constantino Zaballa |
| 2014 | Amanuel Gebrezgabihier | Azzedine Lagab     | Bereket Yemane      |
| 2015 | Mekseb Debesay         | Adil Barbari       | Hichem Chaabane     |
| 2016 | Luca Wackermann        | Joseph Areruya     | Essaïd Abelouache   |